# Israelische Eishockeyliga 2004/05
Die Saison 2004/05 war die zwölfte Spielzeit der israelischen Eishockeyliga, der höchsten israelischen Eishockeyspielklasse. Meister wurde zum insgesamt vierten Mal in der Vereinsgeschichte der HC Maccabi Amos Lod.

## Modus
In der Hauptrunde absolvierte jede der fünf Mannschaften insgesamt acht Spiele. Der Erstplatzierte der Hauptrunde wurde Meister. Für einen Sieg erhielt jede Mannschaft zwei Punkte, bei einem Unentschieden gab es ein Punkt und bei einer Niederlage null Punkte.

## Hauptrunde
|    | Klub                | Sp | S | U | N | Tore  | Punkte |
| -- | ------------------- | -- | - | - | - | ----- | ------ |
| 1. | HC Maccabi Amos Lod | 8  | 8 | 0 | 0 | 55:11 | 16     |
| 2. | HC Haifa            | 8  | 5 | 1 | 2 | 53:17 | 11     |
| 3. | HC Metulla          | 8  | 4 | 1 | 3 | 19:18 | 9      |
| 4. | HC Ma’alot          | 8  | 1 | 0 | 7 | 15:46 | 2      |
| 5. | HC Bat Yam          | 8  | 1 | 0 | 7 | 11:61 | 2      |

Sp = Spiele, S = Siege, U = Unentschieden, N = Niederlagen